# The Offspring Collection
The Offspring Collection is een boxset met daarin vier cd's van de Amerikaanse punkrockband The Offspring, uitgebracht op 4 augustus 1999. De set bevat vier cd-singles ("Come Out and Play", Self Esteem, Gotta Get Away en Pretty Fly (For a White Guy)). Daarnaast bevat de boxset ook allemaal Offspring-merch met onder andere: twee buttons; op de ene staat "Pretty Fly", en de andere staat "For A White Guy". Ook bevat deze boxset een Offspring-sticker en een tijdelijke tatoeage "31", en een XL T-shirt met "Pretty fly" op de voorkant met een klein stripfiguur en "Offspring 31" op de achterkant. Het is geen officiële release van The Offspring.

## Nummers

### Come Out and Play
| No. | Titel                                     | Looptijd |
| --- | ----------------------------------------- | -------- |
| 1.  | "Come Out and Play (Keep ‘Em Serparated)" | 3:17     |
| 2.  | "Session"                                 | 2:33     |
| 3.  | "Come Out and Play (Akoestische Reprise)" | 1:31     |

### Self Esteem
| No. | Titel                   | Looptijd |
| --- | ----------------------- | -------- |
| 1.  | Self Esteem             | 4:17     |
| 2.  | "Burn It Up"            | 2:43     |
| 3.  | "Jennifer Lost the War" | 2:35     |

### Gotta Get Away
| No. | Titel               | Looptijd |
| --- | ------------------- | -------- |
| 1.  | Gotta Get Away      | 3:56     |
| 2.  | "We Are One"        | 4:00     |
| 3.  | "Forever and a Day" | 2:37     |

### Pretty Fly (for a White Guy)
| No. | Titel                                                          | Looptijd |
| --- | -------------------------------------------------------------- | -------- |
| 1.  | Pretty Fly (for a White Guy)                                   | 3:08     |
| 2.  | "Pretty Fly (for a White Guy) (The Geek Mix)"                  | 3:07     |
| 3.  | "Pretty Fly (for a White Guy) (The Baka Boys Low Rider Remix)" | 3:03     |
| 4.  | All I Want (Live)                                              | 2:00     |

## Betrokkenen

### The Offspring
- Dexter Holland –  lead en achtergrondzang, slaggitaar
- Noodles – Leadgitaar, achtergrondzang
- Greg K. – Basgitaar, achtergrondzang
- Ron Welty – Drums

### Extra zangers
- Higgins X-13 - extra zang op Pretty Fly (For a White Guy)
- Jason “Blackball” McLean - extra zang op "Come Out and Play (Keep em’ Serperated)"
- Heidi Villagran & Nika Frost – extra zang op "Pretty Fly (For a White Guy)"
- Davey Havok, Jack Grisham & Jim Lindberg - achtergrondzang

### Productie
- Dave Jerden – producer, mixer
- Thom Wilson - producent, ingenieur
- Bryan Carlstrom en Ken Paulakovich - ingenieur
- Annette Cisneros – assistent-ingenieur
- Eddy Schreyer – mastering
- Fred Hidalgo - artistiek directeur
- Mike Ainsworth en Ulysses Noriega - assistent-ingenieur
- Christopher C. Murphy - assistent-ingenieur / runner